# Specialuppdrag för 007
Specialuppdrag för 007 (originaltitel For Special Services), som gavs ut för första gången 1982, är den andra boken om Ian Flemings hemlige agent James Bond av John Gardner.

## Handling
James Bond har fått i uppdrag att beskydda flera värdetransporter via flyg, eftersom flera tidigare våldsamma kapningar skett. När en av flygningarna förvandlas till en kapning, lyckas Bond förhindra den. Däremot står det inte helt klart vem som ligger bakom kapningarna, men en av de tänkta kaparna säger något som liknar "Inspector" innan han dör. 
Bond slår sig samman med CIA-agenten Cedar Leiter, som är dotter till hans gamle vän Felix Leiter, för att undersöka Markus Bismaquer och hans eventuella försök att återskapa skurkorganisationen S.P.E.C.T.R.E. efter att dess tidigare chef, Ernst Stavro Blofeld dödades av Bond (se Man lever bara två gånger).
Eftersom Bismaquer samlar på sällsynta gravyrer, påstår sig Bond och Cedar vara konsthandlare med några unika Hogarth-gravyrer till salu. Bismaquer skickar flera medhjälpare efter Bond och Cedar, men de kommer undan, trots ett grovt sabotage mot en hiss. För att överraska Bismaquer besöker de hans välbevakade ranch i västra Amerika, där en ny Blofeld väntar på att Bond ska komma.
Efter en biltävling som Bond vinner, och efter att Bond har lyckats få ihop det med Bismaquers fru, Nena, blir Bond övertygad om att Markus Bismaquer är den som kallas den nya Blofeld. Bond och Cedar lyckas dessutom ta reda på att SPECTRE:s mål är att ta över NORAD - det amerikanska rymdförsvarshögkvarteret - för att få kontroll över USA:s satelliter.

## Karaktärer (i urval)
- James Bond
- Cedar Leiter
- Markus Bismaquer
- Nena Bismaquer
- Felix Leiter
- M
- Ann Reilly
- Walter Luxor
- Mike Mazzard